# Kang Yong-hŭl
Kang Yong-hŭl oder auch Kang Younghill (* 10. Mai 1898 in Hongwŏn, Hamgyŏng-namdo; † 2. Dezember 1972 in Florida) war ein koreanisch-amerikanischer Schriftsteller.

## Leben
Kang besuchte die Yŏngsaeng Highschool und machte dort seinen Schulabschluss. Nach der Unabhängigkeitsbewegung vom 1. März im Jahr 1919 zog er über China in die Vereinigten Staaten. Er studierte Medizin an der Boston University und machte seinen Universitäts-Abschluss in englischer und amerikanischer Literatur an der Harvard University. Er begann, eigene literarische Werke zu schreiben, während er an der Great Britain Encyclopedia mitarbeitete.
Sein autobiografisches Erstlingswerk Das Grasdach (The Grass Roof [Ch'odang], 1931) ist in zwei Teile und 24 Kapitel unterteilt. Teil 1 erzählt von der Jugend des Protagonisten in Korea, bis hin zur Annektierung durch Japan im Jahr 1910. In Teil 2 nimmt der Protagonist, nun ein Student der westlichen Literatur, an der Unabhängigkeitsbewegung vom 1. März teil. Auf der Flucht vor der Polizei immigriert er mit Hilfe eines Missionars nach Amerika. Das Werk wurde im Jahr 1931 in den Vereinigten Staaten von Charles Scribner’s Sons veröffentlicht und wurde seitdem in mehr als zehn Sprachen übersetzt, unter anderem ins Deutsche und Französische, aber nur der erste Teil erschien auf Koreanisch im Jahr 1947. Dieser auf Englisch verfasste Roman eines koreanischen Autors, der in Korea spielt, problematisiert die Definition von koreanischer Literatur, ein stark diskutiertes Thema in der August-Ausgabe von 1936 des Samcheolli Magazins.
Nach seinem Debüt als Romanautor führte er seine wissenschaftlichen Forschungen an Universitäten in Rom, München und Paris fort und unterrichtete Literatur unter anderem an der Universität in New York. Zu seinen veröffentlichten Werken gehören unter anderem die Werke Fröhlicher Wald (Happy Grove [Haengbokhan Sup]) und Von Ost nach West (East goes West [동양인이 본 서양]), sowie das Bühnenstück Mord im Königshaus (Murder in the Royal House [왕실에서의 살인]). Des Weiteren übersetzte er, teilweise zusammen mit seiner Frau Francis E. Keely, diverse Werke ins Englische. Nach der Befreiung kehrte er nach Korea zurück und arbeitete als Professor am College of Arts and Sciences der Seoul National University.
Vom Autor Pearl S. Buck als einer der Supreme intellects of the East gepriesen, erhielt Kang diverse Preise und Auszeichnungen, unter anderem das Guggenheim-Stipendium, den New School’s Louis S. Weiss Memorial Preis für Andragogik, den Französischen Halperine Kaminsky Preis und ein Ehrendoktorat für Literatur an der Korea University.
Er verstarb im Jahr 1972 in seinem Zuhause am Satellite Beach, Florida.

## Arbeiten

### Koreanisch
- 초당 Das Grasdach Hyewŏn (1994)

### Englisch (Auswahl)
- Translations of Oriental Poetry (1929)
- The Grass Roof (1931)
- The Happy Grove (1933)
- East Goes West, Kaya Press (1965)

### Übersetzungen

#### Deutsch
- Das Grasdach, List (1933)